# Jean Serra
Jean Serra   (El Biar, 13 de desembre de 1952 - Eivissa, 20 de novembre de 2024) nom de ploma de Jean Joseph Serra i Torres, va ser un poeta en català, nascut a Algèria de pares eivissencs exiliats durant la Guerra Civil espanyola. El 1957 es va traslladar a Eivissa, on treballà en el camp de la delineació artística. Va col·laborar a Lluc, Diario de Ibiza i Última Hora. Era membre de l'Associació d'Escriptors en Llengua Catalana i col·laborador de l'Institut d'Estudis Eivissencs.

## Obra publicada

### Narrativa
- Història d'en Jordi, 1980[4]
- Herència clara, 1990
- Camins, 1993
- Sense anar més lluny, 1999
- Punt de cadeneta, 2007
- Camins i llocs, 2008

### Poesia
- Memòria trencada, 1978
- Illa, 1979
- Lleure i crepuscle de noces, 1980
- Tria de poemes, 1987
- Poema al pare, 1987
- Mester d'amant, 1992
- Àmbit humà, 1995
- Estroncar el soroll: 1975-1988, 1996
- Poemes, 1997
- Entre paraula i silenci, 2001
- Des de la quietud, 2003
- Oberta riba, 2003
- Convocat silenci, 2003 (Premi Vicent Andrés Estellés de poesia exaequo amb Patrick Gifreu)[5]
- Tal vegada una poètica, 2004
- Vida guanyada, 2005

### Estudis literaris[4]
- La nostra pròpia veu: literatura de les Pitiüses (amb Isidor Marí i Mayans), 1984
- Caps de fil, 1992
- Per arribar a ser, 1993
- A la vora de Villangómez, 1995
- Ales que s'obriran a un nou embat: Escrits recents sobre Villangómez, 2006

### Textos autobiogràfics
- Quadern d'Istambul, 2005